# برص كبير
برص كبير أو برص البحر الاحمر (الاسم العلمي Hemidactylus robustus)، نوع سحالي من أبو بريص وفصيلة الوزغية. أعطانه شمال أفريقيا والشرق الأوسط.

## التوزيع
يمكن العثور عليه في مصر، السودان ، إريتريا، إثيوبيا، الصومال، كينيا، اليمن، سلطنة عمان، قطر، العراق، إيران، وباكستان.

## المنشور الأصلي
- Heyden, 1827 : Atlas zu der Reise im nördlichen Afrika. I. Zoologie. Reptilien. H. L. Brönner, p. 1-24 (integrated text).